# Стрелка (институт)
Институ́т ме́диа, архитекту́ры и диза́йна «Стре́лка» — международное образовательное учреждение в области архитектуры, дизайна и медиа, ориентированное на специалистов с высшим образованием. Расположен на Безымянном острове в г. Москве, на Берсеневской набережной Москвы-реки. Назван по расположению близ «стре́лки» (с расположенным на ней памятником Петру I), рассекающей Москву-реку на основное русло и Водоотводный канал.

## История
Институт «Стрелка» начал работу 25 мая 2010 года. Идея его создания принадлежала Илье Осколкову-Ценциперу, финансирование на запуск института предоставили основатель Yota Сергей Адоньев и Александр Мамут, который арендовал территорию фабрики «Красный Октябрь».
Первыми попечителями института стали Ценципер, Адоньев, Мамут, Олег Шапиро и Дмитрий Ликин из бюро Wowhaus. Также Шапиро и Ликин спроектировали здание института на Берсеневской набережной Москвы-реки. Важной частью проекта стал бар «Стрелка», призванный сделать институт модным местом и компенсировать часть расходов на его содержание.
Образовательную программу первого года обучения разработал архитектор и профессор Гарвардского университета Рем Колхас. Позднее руководителем образовательных программ стала Варвара Мельникова. Она же заняла пост исполнительного директора «Стрелки», а когда Осколков-Ценципер покинул институт в 2012 году — главным директором.
«Стрелка» развивает бесплатную 5-месячную постдипломную образовательную программу по градостроительству и урбанистике, с 2016 — совместную с ВШЭ магистратуру в области Advanced Urban Design. Также работает платная школа городских предпринимателей «Вектор». Ежегодно проводится публичная летняя программа «Лето на Стрелке», в рамках которой проходят лекции, конференции, мастерские, кинофестивали и вечеринки.
Председатель попечительского совета Института — Александр Мамут. Директор Института «Стрелка» — Варвара Мельникова.
«Стрелка» курировала российский павильон на XIV Венецианской архитектурной биеннале,, за который получила премию-специальное упоминание. Создала интернет-ресурс для сбора идей по улучшению Москвы «Чего хочет Москва?». «Стрелка» входит в список 100 лучших архитектурных школ мира по версии журнала Domus,.
С 2018 года институт занимается реализацией проекта «Архитекторы.рф», целью которого является обеспечение российских городов квалифицированными специалистами для создания доступного и качественного жилья и формирования комфортной городской среды.